# Lukáš Mareček
Lukáš Mareček (ur. 17 kwietnia 1990 w Ivančicach) – piłkarz czeski grający na pozycji środkowego pomocnika. Od 2020 roku jest zawodnikiem klubu FK Teplice.

## Kariera klubowa
Karierę piłkarską Mareček rozpoczął w klubie 1. FC Brno. W 2007 roku awansował do kadry pierwszego zespołu. 17 lutego 2008 zadebiutował w pierwszej lidze czeskiej w przegranym 0:2 wyjazdowym meczu z Viktorią Pilzno. W zespole z Brna grał do końca sezonu 2009/2010.
Latem 2010 roku Mareček został sprzedany za 1,2 miliona euro do belgijskiego Anderlechtu. Swój debiut w pierwszej lidze belgijskiej zanotował 7 sierpnia 2010 w zremisowanym 0:0 wyjazdowym meczu z Royalem Charleroi. W Anderlechcie rozegrał w sezonie 2010/2011 10 spotkań ligowych.
W sezonie 2011/2012 Mareček grał w holenderskim sc Heerenveen. W 2013 roku wrócił do Czech i został piłkarzem Sparty Praga. W 2018 przeszedł do KSC Lokeren. W styczniu 2020 podpisał dwuipółletni kontrakt z FK Teplice.
| Sezon   | Klub           | Kraj     | Rozgrywki      | Mecze | Bramki |
| ------- | -------------- | -------- | -------------- | ----- | ------ |
| 2007/08 | 1. FC Brno     | Czechy   | Gambrinus Liga | 8     | 0      |
| 2008/09 | 1. FC Brno     | Czechy   | Gambrinus Liga | 28    | 0      |
| 2009/10 | 1. FC Brno     | Czechy   | Gambrinus Liga | 14    | 0      |
| 2009/10 | RSC Anderlecht | Belgia   | Eerste Klasse  | 2     | 0      |
| 2010/11 | RSC Anderlecht | Belgia   | Eerste Klasse  | 17    | 0      |
| 2011/12 | RSC Anderlecht | Belgia   | Eerste Klasse  | 9     | 0      |
| 2011/12 | sc Heerenveen  | Holandia | Eredivisie     | 30    | 2      |
| 2013/14 | Sparta Praga   | Czechy   | Gambrinus Liga | 15    | 0      |
| 2014/15 | Sparta Praga   | Czechy   | Gambrinus Liga | 22    | 0      |
| 2015/16 | Sparta Praga   | Czechy   | Gambrinus Liga | 28    | 1      |
| 2016/17 | Sparta Praga   | Czechy   | Gambrinus Liga | 22    | 0      |
| 2017/18 | Sparta Praga   | Czechy   | Gambrinus Liga | 13    | 0      |
| 2017/18 | KSC Lokeren    | Belgia   | Eerste klasse  |       |        |

## Kariera reprezentacyjna
W swojej karierze Mareček występował w młodzieżowych reprezentacjach Czech na różnych szczeblach wiekowych. W 2008 roku wystąpił z kadrą U-19 na Mistrzostwach Europy U-19. W 2009 roku zagrał na Mistrzostwach Świata U-20, a w 2011 roku z reprezentacją U-21 na Mistrzostwach Europy U-21. W dorosłej reprezentacji Czech zadebiutował 24 marca 2016 roku w przegranym 0:1 towarzyskim meczu ze Szkocją, rozegranym w Pradze.